# Rune Eringstam
Sven Rune Ragnvald Eringstam, född 24 maj 1924 i Hallabro, Blekinge län, död 23 maj 2020 i Borås Gustav Adolfs distrikt, var en svensk konstnär.
Eringstam studerade vid Hovedskous målarskola och Tullan Finks målarskola i Göteborg samt vid Konstgillets målarskola i Borås. Han deltog även i en grafisk kurs för Rune Claesson och Göte Sällström vid Borås konstgrafiska verkstad. Han medverkade i ett flertal separat och samlingsutställningar. Hans konst består av stilleben, figurer, porträtt , interiörer och landskap i en realistisk stil utförda i olja eller akvarell samt den grafiska tekniken torrnålsgravyr. Vid sidan av sitt eget skapande var han verksam som lärare vid Ålgårdens målarskola och Arbetarnas bildningsförbunds målarskola i Borås 1971-1978. Eringstam är representerad vid Statens konstråd, Kalmar konstmuseum och ett flertal kommuner och landsting.